# Iskušuban
Iskušuban (en italiano: Scusciuban) (en árabe: يـسـكـوشـوبـان‎) es un pequeño pueblo al noroeste de la gobolka de Bari. Es la capital del distrito de Iskušuban. Posee un aeropuerto a 4,5 km al noroeste, (IATA:CMS)
- Datos: Q1017200
- Multimedia: Iskushuban / Q1017200